# Burr Pond State Park
Burr Pond State Park ist ein State Park im US-Bundesstaat Connecticut auf dem Gebiet der Gemeinde Torrington, Litchfield County. Die öffentliche Erholungseinrichtung hat eine Fläche von 177 ha (438 acre) und war früher Teil des Paugnut State Forest. Der Park erstreckt sich rund um Burr Pond, einen 34 ha (85 acre) großen Stausee.

## Geschichte
Burr Pond entstand 1851 als Milo Burr verschiedene Bäche andämmte um die Wasser zur Energiegewinnung abzuleiten. Mit Wasserantrieb wurden eine Gerberei und drei Sägemühlen betrieben. Eines von Burrs Industriegebäuden beherbergte zwischen 1857 und 1861 Gail Bordens erste kommerziell erfolgreiche Kondensmilch-Anlage. Das Gebäude brannte 1877 ab; die Fundamente sind noch neben der Burr Mountain Road zu sehen. Ein Schild weist auf den historischen Ort hin.
Burr Pond und das umgebende Gebiet gehörten ursprünglich zum Paugnut State Forest. Das Land wurde 1949 an die State Parks Division überschrieben und wurde zum State Park umgewandelt.

## Freizeitmöglichkeiten
Burr Pond ist ein Stausee, der mehrere kleine Bäche sammelt und zwischen Burr Mountain im Norden und Walnut Mountain im Süden zum Still River einem Zufluss des Farmington River hin entwässert. Er verfügt über mehrere kleine Buchten und Inseln, ein steiniges Ufer und einige Steilabfälle. Die maximale Tiefe beträgt 4 m(13 ft). Im Süden konkurriert das Flusssystem East Branch Naugatuck River. Fischarten sind Forellenbarsch, Kettenhecht, black crappie (Pomoxis nigromaculatus), Amerikanischer Flussbarsch, bluegill (Lepomis macrochirus), Gemeiner Sonnenbarsch und Katzenwels.
Ein 3,6 km (2,25 mi) langer Rundweg führt um den Teich.  The 3,2 km (2 mi) lange John Muir Trail verbindet den State Park auf einer Strecke durch den Paugnut State Forest mit dem Sunnybrook State Park.
Darüber hinaus verfügt der Park über einen Badestrand, Picknickplätze, Kiosk, Bootsverleih und eine Bootsrampe am Nordende des Teiches.